# تاريخ العرب في أفغانستان

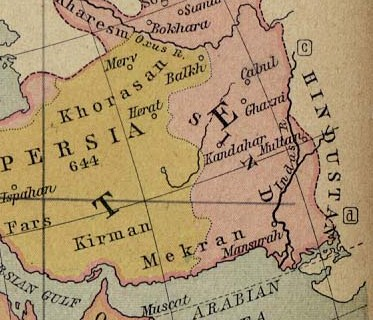
أسماء المناطق في عهد الخلافة

يمتد تاريخ العرب في أفغانستان لأكثر من ألف عام من القرن 7 عندما وصل المجاهدون العرب إلى أفغانستان لتبليغ رسالة الإسلام وصولاً إلى المجاهدين العرب الذين قاتلوا في الحرب السوفيتية في أفغانستان.

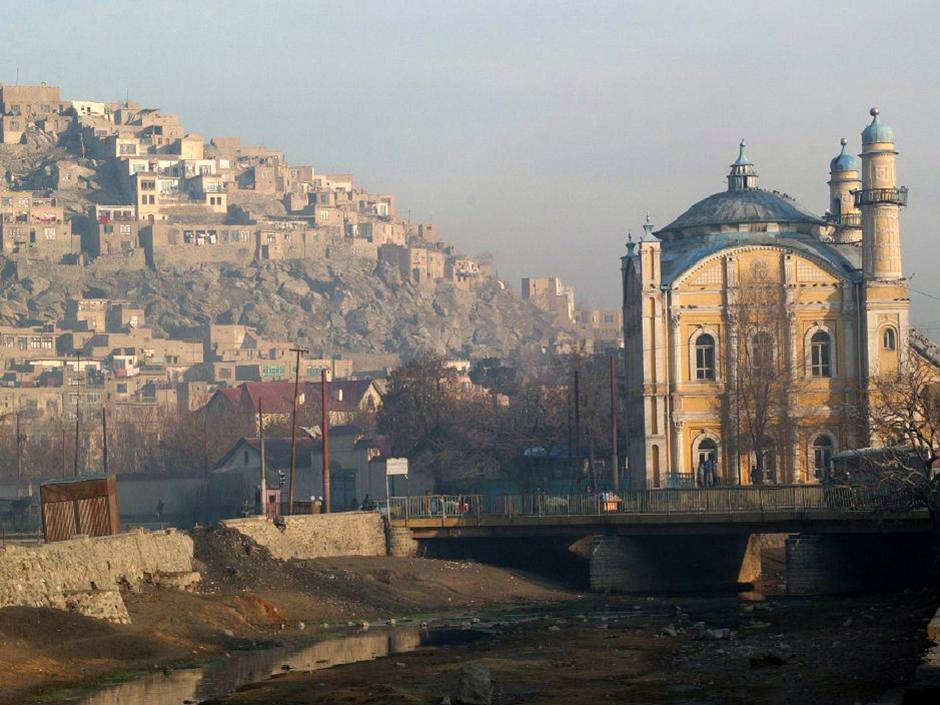
مسجد شاه دو شامشيرا في كابول

## اقرًا أيضًا
- عربية آسيا الوسطى